# Enzo Yáñez
Enzo Yáñez Johnson (Valdivia, 13 de septiembre de 1985) es un atleta chileno especialista en carrera de larga distancia y maratón.
En su ciudad natal practicó remo, afiliado al Club Arturo Prat, pero decidió probar suerte en el atletismo, específicamente en pruebas de larga distancia, siendo formado por Jorge Flández. Estudió pedagogía en educación física en la Universidad de Los Lagos, en Osorno.
Compitió en el evento de maratón masculino en los  Juegos Olímpicos de Río de Janeiro 2016. El 19 de marzo de 2017, Yáñez ganó la Maratón Internacional de Temuco, con un tiempo de 2:18:33, lo que le permitió calificar al Campeonato Mundial de Atletismo de 2017 en Londres, donde debió retirarse por una lesión mientras corría en el kilómetro 28 de la competencia.